# Gamera
Gamera (ガメラ,?, Gamera), noto anche come Il Grande King in alcuni doppiaggi italiani, è un kaijū, un mostro misterioso del cinema giapponese, protagonista di una lunga serie di film a partire dal 1965. Si tratta di un'enorme tartaruga zannuta in grado di sputare fuoco e volare attraverso dei propulsori posti sugli arti.
Nel suo primo film, Gamera era un mostro distruttore nemico dell'umanità ghiotto di elettricità e idrocarburi, poi divenne presto un eroe con una particolare simpatia per i bambini, che combatteva mostri malvagi. Questa caratterizzazione continuò fino alla bancarotta della Daiei avvenuta negli anni settanta. Nel reboot della serie degli anni novanta, Gamera venne reimmaginato come una sorta di "guardiano dell'universo", che dà priorità alla salvezza della Terra rispetto a quella del genere umano.
Il personaggio è stato generalmente ben accolto, soprattutto dai bambini. IGN assegnò a Gamera il primo posto nella sua lista dei 10 miglior mostri del cinema giapponese, con alcune apparenze parodiche nei manga Dr. Slump e Dragon Ball, e nell'ultimo come cavalcatura del Maestro Muten. La fama di Gamera influenzò la comunità scientifica nel 1993 e nel 2010, con la scoperta della famiglia di tartarughe, sinemidide Sinemys gamera, e baenide, Gamerabaena sonsalla.

## Storia cinematografica
Una leggenda urbana narra come Gamera sia stato il frutto dell'immaginazione di Yonejiro Saito, presidente dello studio cinematografico Daiei, ispirato nella creazione del personaggio, in un viaggio aereo mentre osservava una nuvola a forma di tartaruga. Un'altra versione della storia narra che fu un'isola invece di una nuvola a ispirarlo. In realtà, la nascita del personaggio deriva dal fallimento d'un progetto di imitazione de Gli uccelli di Alfred Hitchcock, ma con ratti al posto degli uccelli. Quando il film fu scartato a causa di accuse di maltrattamento di animali e preoccupazioni per la salute pubblica, fu infine deciso di imitare la serie di Godzilla e girare un film su di un mostro interpretato da un uomo in costume.

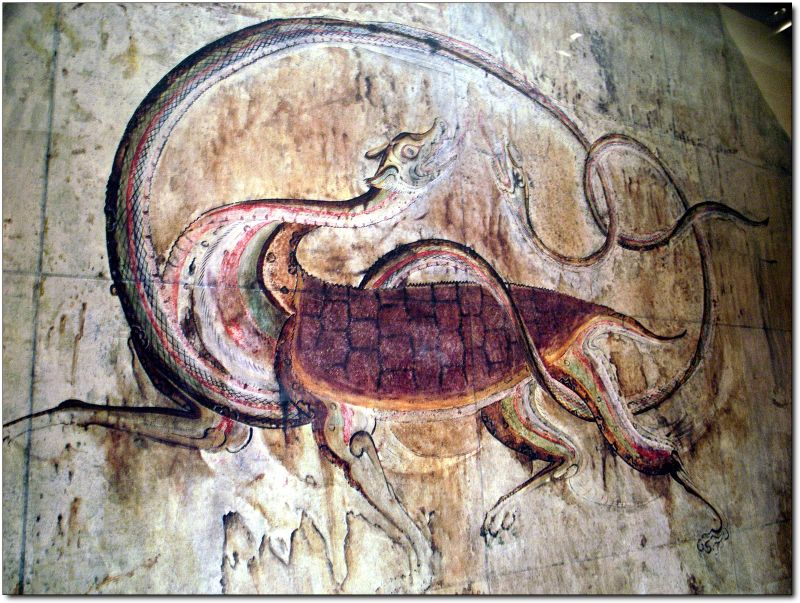
La tartaruga mitologica Genbu, guardiano del quadrante settentrionale dell'universo e possibile fonte d'ispirazione per Gamera.

Secondo il regista Noriaki Yuasa, fu l'idea dello sceneggiatore Nisan Takahashi di avere come protagonista una tartaruga, animale che, nella cultura asiatica, è simbolo di longevità, visto come il guardiano del quadrante settentrionale dell'universo nelle costellazioni cinesi. Il personaggio fu disegnato dal direttore degli effetti speciali Akira Inouye, che produsse cinquanta bozze prima di realizzare il disegno definitivo e approvato dal consiglio. Il costume di Gamera fu fabbricato da Masao Yagi, un sarto che aveva in precedenza lavorato per la casa cinematografica Toho nei film di Godzilla. Il costume finale venne realizzato fabbricato in duralluminio, e pesava circa 20-30 chili. Il nome del personaggio deriva dal giapponese, kame (tartaruga), e il suffisso -ra, suffisso reso popolare da Godzilla (Gojira) e Mothra. La sua capacità di ruotare durante il volo venne tratto dalle dinamiche di un tipo di fuochi d'artificio, ma in alcuni film Gamera vola utilizzando solo i propulsori posti sulle gambe, vista la difficoltà tecnica di far ruotare il modello con tutti quattro propulsori attivi. Le scene del volo dei primi film furono realizzate con un pupazzo sollevato da una gru, con polvere da sparo accesa nelle aperture delle zampe, dinamica che rendeva la scena molto costosa, poiché ogni esplosione costava 320.000 yen. Il suo ruggito iconico fu infatti il barrito modificato d'un elefante.
In un tentativo di attrarre un pubblico più differenziato possibile, Daikaijū Gamera fu girato con trame che potessero interessare sia adulti sia bambini. Dopo il suo successo, venne girato una seconda pellicola dal titolo, Attenzione! Arrivano i mostri, poi considerato un fallimento finanziario, a causa delle sue lunghe scene dei dialoghi, rendendolo noioso, soprattutto ai bambini. Da Gamera contro il mostro Gaos in poi, le pellicole sarebbero state girate apposta per i bambini, dando maggior enfasi alle lotte tra i mostri. La serie incominciò anche a incorporare elementi della cultura popolare giapponese, come nel caso di, King Kong contro Godzilla, dove Gamera fa ginnastica in riferimento ai Giochi della XIX Olimpiade. Sebbene la serie fosse mirata a un pubblico giovanile, gli scontri fra Gamera e i suoi nemici furono deliberatamente resi più sanguinari di quelli osservati nei film di Godzilla allo scopo di rendere i personaggi meno antropomorfi. La Daiei fu poi contattata negli ultimi anni sessanta da Samuel Z. Arkoff, presidente della American International Pictures, che incoraggiò lo studio a continuare a girare film di Gamera, ma con l'aggiunta di personaggi caucasici per renderli più accessibili al pubblico americano. I doppiaggi inglesi furono popolarizzati dalla serie Mystery Science Theater 3000, per cui Gamera divenne la mascotte inufficiale.
La casa di produzione cinematografica Daiei dichiarò bancorotta, poco dopo la distribuzione di Gamera tai shinkai kaijû Jigura, a causa della crisi energetica del 1973 e la contemporanea recessione economica, ponendo fine alla serie. Tentò di ravvivare la serie nel 1980 con il film, Uchu kaijû Gamera, ma senza successo, in quanto la pellicola non era altro che una serie di sequenze riciclate dai film precedenti. Quando la Daiei riaprì negli anni novanta, notando il nuovo fascino pubblico per Godzilla, decise di realizzare un remake del film, Daijmajin, ma rinunciò, nel 1995, a favore del più popolare Gamera, nel film, Gamera - Daikaijū kuchu kessen, trentesimo anniversario del personaggio. Inizialmente, i direttori della Daiei intendevano distribuire un film confezionato per i bambini, esattamente come i lungometraggi precedenti, ma il regista Shūsuke Kaneko insistette nella realizzazione di un film più sofisticato. Come compromesso, invece di avere bambini come protagonisti del film, Kaneko inventò la trama in cui Gamera sarebbe stato collegato psichicamente a una fanciulla. Nel concepire la faida tra Gamera e Gaos, Kaneko si fece influenzare da Kong, uragano sulla metropoli, in cui i due mostri hanno un'origine comune. Kaneko dichiarò in un'intervista che nel nuovo universo di Gamera, le tartarughe propriamente dette non esistono, dando così una spiegazione del motivo per cui i personaggi lo vedono come una creatura mitologica invece di una semplice tartaruga gigante. Il direttore degli effetti speciali Shinji Higuchi inizialmente voleva raffigurare Gamera come una tartaruga marina, che usa le pinne per volare, ma i produttori gli imposero un design più fedele all'originale. I produttori rifiutarono anche l'idea di Higuchi di applicare a Gamera delle spine sui gomiti, ma Higuchi ebbe l'idea di rendererle retrattili, rivelando così la loro esistenza solo durante la battaglia finale con Gaos. Per motivi finanziari, venne scelto un attore di bassa statura per ricoprire il ruolo omonimo, in quanto un attore alto avrebbe reso necessario un set di edifici in miniatura più grandi. Le scene di volo furono girate col computer-generated imagery, e con l'aggiunta di discariche di fumo in, Gamera 2 - Legion shūrai, più che altro per distrarre dalla ridicola immagine di una tartaruga volante.
Dopo l'acquisto della Daiei da parte della Kadokawa Pictures, lo studio girò il film, Chiisaki yūsha-tachi ~Gamera~, allo scopo di commemorare il quarantesimo anniversario del personaggio. Il film venne deliberatamente ambientato in un universo separato da quello della trilogia di Kaneko, in quanto i produttori intendevano narrare una trama infantile evocativa dei primi film. In base a questo, il nuovo Gamera venne raffigurato con un carattere e un aspetto molto meno minaccioso di quello dei suoi recenti predecessori.

## Biografia

### Era Shōwa
Gamera, una tartaruga gigante di possibile origine atlantidea e personaggio delle leggende inuit, viene risvegliata in Artide da un'esplosione di una bomba atomica statunitense contro i sovietici. In seguito attacca una nave giapponese e si dirige verso il Giappone. Per proteggere la Terra da Gamera, esso viene inserito in un razzo diretto su Marte. Una meteora distrugge il razzo, permettendo a Gamera di tornare sulla Terra per poi imbattersi in Barugon, un lucertolone capace di congelare i nemici col suo alito e sparare arcobaleni esplosivi dal dorso. Gamera viene congelato presso il Castello di Osaka, ma una volta sciolto il ghiaccio, Gamera sconfigge Barugon affogandolo nel mare. Gamera ritorna un anno dopo per affrontare il mostro volante Gaos, poi viene costretto dagli alieni Virasiani ad attaccare Tokyo, siccome questi stanno tenendo in ostaggio dei bambini. Una volta liberatosi dal loro controllo, Gamera uccide il loro capo Viras, e si reca nello spazio. Insegue una navicella comandata da due bambini fino al pianeta morente Terax, dove si scontra con Guiron prima di riaccompagnare i bambini a casa. Una volta tornato sulla Terra, s'imbatte con Jiger, che lo paralizza col suo pungiglione e lo insemina con la sua prole. Una volta superata la sua infermità, Gamera uccide il mostro pugnalandolo coll'artefatto che lo aveva risvegliato. Una volta sconfitto lo squalo extraterrestre Zigra, Gamera torna nove anni dopo per scontrarsi di nuovo con tutti i suoi nemici precedenti, per poi sacrificarsi in un attacco kamikaze contro gli alieni Zanon.

### Era Heisei
In Gamera - Daikaijū kuchu kessen, Gamera fu creato millenni fa dagli atlantidei per distruggere i Gaos; Benché riuscì nel suo incarico, l'Atlantide fu distrutta, e Gamera entrò in letargo in un atollo galleggiante. Si risveglia nel 1995 dopo che tre Gaos si risvegliano e cominciano a divorare umani e a crescere in statura. La tartaruga forma un collegamento telepatico con la fanciulla Asagi Kusanagi attraverso un talismano di oricalco, permettendo alla ragazza di condividere e minimizzare il dolore di Gamera durante le sue lotte. Gamera affronta l'ultimo Gaos a Minato, uccidendolo prima che possa riprodursi. In Gamera 2 - Legion shūrai, Gamera interviene nell'invasione dei Legion, quasi morendo quando uno dei loro fiori lanciaspore gli esplode addosso, distruggendo completamente Sendai. Con l'appoggio psicologico di Kusanagi e altri giovani, Gamera si recupera, spezzando il suo collegamento con Kusanagi, e affronta la regina dei Legion, ma la battaglia è così dura che la tartaruga viene costretta a utilizzare il mana della Terra per porre fine all'invasore. Tre anni dopo, in Gamera 3 - Iris kakusei, l'esaurimento di mana scatena una schiusura in massa di tutte le uova di Gaos sulla Terra. Col suo collegamento psichico con Kusanagi ormai rotto, Gamera prioritizza la salvezza della Terra sopra il benessere umano, causando centinaia di danni collaterali nel suo tentativo di sterminare i Gaos. La tartaruga infine s'imbatte contro Iris, un'evoluzione speciale dei Gaos nutrito dall'odio provato verso Gamera da una ragazza resa orfana durante la battaglia di Gamera contro il Gaos del 1995. Una volta sconfitto Iris, un Gamera menomato affronta insieme con l'esercito giapponese un'orda di Gaos volando verso di lui.

### Era Millennium
Nel 1973, Gamera si autodistrugge mentre lotta con uno stormo di Gaos. Trentatré anni dopo, un uovo viene scoperto nella città di Iseshima dal bambino Toru Aizawa. Dall'uovo nasce una tartarughina che Aisawa nomina Toto. La tartaruga si rivela di essere il figlio del Gamera originale, che vola e sputa palle di fuoco. Una volta troppo cresciuto da nascondere, Toto scappa da casa, per poi tornare, ormai ottenute dimensioni gigantesche, per affrontare il mostro marino Zedus. Toto si rivela troppo debole per combattere contro il mostro, fino a che Aizawa non gli fa consumare l'artefatto che conteneva il suo uovo. Questo lo rafforza abbastanza da poter porre fine a Zedus, e Aizawa gli permette di volare via bloccando l'avanzata di scienziati intenti a studiarlo.

### Era Reiwa
Il 16 novembre 2022, Kadokawa ha annunciato i piani per una serie anime intitolata Gamera Rebirth, che sarà pubblicata a livello globale su Netflix nel 2023.

## Abilità e aspetto
In tutte le sue incarnazioni, l'aspetto fisico e le abilità di Gamera sono rimasti più o meno coerenti, trattandosi di una tartaruga antropomorfa colossale dentata dotata di zanne sporgenti dalla mandibola capace di sputare e manipolare il fuoco e volare attraverso dei propulsori negli arti.
Nella serie Heisei, Gamera è fornito di ulteriori abilità, inclusi la capacità di snudare speroni dai gomiti e riformare i suoi arti anteriori durante il volo in pinne simili a quelli d'una tartaruga marina. In Gamera 2 - Legion shūrai, viene rivelato che Gamera ha la capacità di aprire gli scuti del suo piastrone (la parte ventrale del suo carapace) per sparare un raggio plasma, formato dal mana terrestre assorbito durante le battaglie. In Gamera 3 - Iris kakusei, Gamera riesce a rimpiazzare il suo braccio mozzato con un arto fatto di fuoco, capace di penetrare le corazze dei nemici e bruciarli all'interno. Attraverso un talismano di oricalco, Gamera può stabilire un legame telepatico con la persona che lo porta, così da condividere e minimizzare il suo dolore fisico durante le lotte.
Il Gamera di Chiisaki yūsha-tachi ~Gamera~ può autodistruggersi sovraccaricando il carburante che gli è dentro.

## Filmografia

### Era Shōwa
- Daikaijū Gamera (1965) di Noriaki Yuasa [inedito in Italia]
- Attenzione! Arrivano i mostri (Daikaiju Ketto: Gamera tai Barugon, 1966) di Shigeo Tanaka
- Gamera contro il mostro Gaos (Daikaiju Kuchusen: Gamera tai Gyaos, 1967) di Noriaki Yuasa
- Il mostro invincibile (Gamera tai Uchu Kaiju Viras Bairasu, 1968) di Noriaki Yuasa
- King Kong contro Godzilla (Gamera tai Daikuju Giron, 1969) di Noriaki Yuasa
- Kinkong - L'impero dei draghi (Gamera tai Daimaju Jiger, 1970) di Noriaki Yuasa
- Gamera tai shinkai kaijû Jigura (1971) di Noriaki Yuasa [inedito in Italia]
- Uchu kaijû Gamera (1980) di Noriaki Yuasa. [inedito in Italia]

### Era Heisei
- Gamera - Daikaijū kuchu kessen (1995) di Shūsuke Kaneko [inedito in Italia]
- Gamera 2 - Legion shūrai (1996) di Shūsuke Kaneko [inedito in Italia]
- Gamera 3 - Iris kakusei (1999) di Shūsuke Kaneko [inedito in Italia]

### Era Millennium
- Chiisaki yūsha-tachi ~Gamera~ (2006) di Ryūta Tazaki [inedito in Italia]

### Era Reiwa
- Gamera Rebirth (2023) di Hiroyuki Seshita